# Love to Love You Baby
A Love to Love You Baby Donna Summer amerikai énekesnő második albuma, amely 1975-ben jelent meg. A lemezt az Amerikai Egyesült Államokban a Casablanca Records forgalmazta, Európában azonban különböző lemezcégek kiadásában jelent meg. Ez az LP tette valóban világhírűvé az énekesnőt, főleg a több mint 16 perces címadó felvétel, amelynek játszását néhány rádióállomás megtagadta a dal felfokozott szexuális hangvétele miatt. Az album producere: Pete Bellotte. Noha a címadó felvétel egyértelműen a discohangzást képviseli, addig a „B” oldal dalain az R&B hatása érződik.

## Háttér-információk
Donna Summer első nagylemeze, a Lady of the Night 1974-ben jelent meg, és Nyugat-Európa több országában sikeresnek bizonyult. Az énekesnő eredeti elképzelése az volt, hogy továbbviszi debütáló albuma zenei világát. 1975 nyarán egy új dal ötletét vetette fel producereinek, Pete Bellotte-nak és Giorgio Morodernek. Szöveget is írt a lírainak szánt dalhoz, melynek a Love to Love You Baby címet javasolta. Moroder érdeklődött az ötlet iránt, de az ő javaslata az volt, hogy az új zenei divat, a disco jegyében hangszereljék a dalt, a szöveget pedig az énekesnő az orgazmus különböző fokozatait imitálva, erotikus nyögések kíséretében adja elő. A vallásos neveltetésben részesült Donna idegenkedett Moroder ötletétől. Végül abban állapodtak meg, hogy demót készítenek, a végső változatot pedig majd egy másik énekesnő fogja előadni. A legvalószínűbb jelölt Penny McLean volt, a Silver Convention nevű női trió (Fly, Robin, Fly; Get Up and Boogie) vezető énekesnője volt. Felvétel közben Donna állítólag többször elfelejtte a szöveget, és olyankor improvizált. A végeredménytől Moroder el volt ragadtatva, és győzködni kezdte Donnát, hogy mégiscsak az ő énekével dobják piacra a lemezt. Summer végül beleegyezett, ám a kislemez Európában eleinte nem keltett különösebb figyelmet.
Moroder a felvételt eljuttatta az Amerikai Egyesült Államokba, a Casablanca Records lemezcég elnökéhez, Neil Bogarthoz. Bogartnak nagyon tetszett a demo. Úgy gondolta, hogy érdemes lenne kibővíteni a felvételt, és egy 22 perces változatot rendelt Morodertől. Végül közel 17 perc lett a felvétel teljes hossza. A Casablanca szerződést kötött Summerrel, és 1975 novemberében piacra dobta a kislemezt. A Love to Love You Baby lett Donna első slágere az Egyesült Államokban, amely az USA dance listáján az első helyig jutott, de a többi speciális slágerlistán is szép helyezéseket ért el. Rövidesen megjelent az azonos című album is, amelyből aranylemez lett. A dal és az LP sikerét az sem gátolta, hogy egyes rádióállomások megtagadták a szexuálisan túlfűtött dal játszását. Donnára a legkülönbözőbb (reklám)címkéket aggatta a popsajtó: ő lett „a szerelem First Ladyje”, az erotikus diszkókirálynő. Summernek nem tetszett különösebben ez az imázs, amely pályafutása első és legmeghatározóbb éveit jellemezte: valós énje és imázsa között néhány év alatt annyira elmélyült a szakadék, hogy az énekesnő állítólag depressziós lett, sőt évekkel később azt nyilatkozta, hogy még az öngyilkosság gondolata is megkísértette, miközben discoslágereivel sikert sikerre halmozott.

## A dalok

### „A” oldal
1. Love to Love You Baby – 16:50

### „B” oldal
1. Full of Emptiness – 2:22
2. Need-A-Man Blues – 4:30
3. Whispering Waves – 4:50
4. Pandora's Box – 4:56
5. Full of Emptiness (reprise) – 2:20

## Alternatív kiadás
- NSZK, 1975, Atlantic Records. Katalógusszám: ATL 50 198

### „A” oldal
1. Love to Love You Baby

### „B” oldal
1. Lady of the Night
2. Pandora's Box
3. Need-A-Man Blues
4. The Hostage

- Franciaország, 1978, Polygram. Katalógusszám: 9128 039

### „A” oldal
1. Love to Love You Baby

### „B” oldal
1. Virgin Mary
2. Need-A-Man Blues
3. Whispering Waves
4. Pandora's Box
5. Full of Emptiness

## Közreműködők
- Betsy, Gitta Walther, Lucy (háttérvokál)
- Dave King (basszusgitár)
- Martin Harrison (dob)
- Pete Bellotte, Molly Moll, Nick Woodland (gitár)
- Bernie Brocks, Giorgio Moroder (ütős hangszerek)
- Franz Dreuber (vonós hangszerek)
- Mike Thatcher, Giorgio Moroder (billentyűs hangszerek)
- Hans Menzel, Mack Menzel (hangmérnök)
- Mike Thatcher, Giorgio Moroder (keverés)
- Stephen Lumel (művészeti vezető, design)
- Zill Lazzaroni (fotó)

## Különböző kiadások

### LP
- 1975 Oasis (OCLP 5003, Egyesült Államok)
- 1975 Oasis (4E 062-97526, Svédország)
- 1975 Atlantic (ATL 50 198, NSZK)
- 1975 GTO (GTLP 008, Anglia)
- 1975 WEA Filipacchi Music (50.198, Franciaország)
- 1975 Atlantic (50 198, Franciaország)
- 1975 Groovy (DGR 8501, Hollandia)
- 1975 Ariola (89 792, Spanyolország)
- 1978 Polygram (9128 039, Franciaország)

### CD
- 1992 Casablanca Records (822 792-2, Egyesült Államok)

## Kimásolt kislemezek

### 7"
- 1975 Love to Love You Baby / Need-A-Man Blues (GTO, GT 17, Anglia)
- 1975 Love to Love You Baby  (4.57) / Love to Love You Baby (3.27) (Oasis, OC 401, Egyesült Államok)
- 1975 Love to Love You Baby (Part 1) (3.27) / Love to Love You Baby (Part 2) (4.57) (Atlantic, 10.693, Franciaország)
- 1975 Love to Love You Baby / Need-A-Man Blues (Ariola, 5016 575)
- 1975 Love to Love You Baby / Need-A-Man Blues (Atlantic, ATL 10 625, NSZK)
- 1975 Virgin Mary / Pandora's Box (Groovy, GR 1215, Hollandia)
- 1976 Love to Love You Baby / Love to Love You Baby (Instrumental) (Durium Records, DE 2843, Olaszország)
- 1976 Could It Be Magic / Whispering Waves (Casablanca Records, OC 405 N, Egyesült Államok)
- 1976 Could It Be Magic / Whispering Waves (Durium Records, DE 2873, Olaszország)
- 1976 Could It Be Magic / Whispering Waves (Groovy, GR 1219, Hollandia)
- 1976 Could It Be Magic / Whispering Waves (GTO, GT 60, Anglia)
- 1992 MacArthur Park / Love to Love You Baby (Collectables, COL 4333, Egyesült Államok)

### 12"
- 1976 Love to Love You Baby / Try Me, I Know We Can Make It (WEA Filipacchi Music, 50 344, Franciaország)
- 1976 Love to Love You Baby / Try Me, I Know We Can Make It (Casablanca Records, NBLP 7041, Egyesült Államok)
- 1991 Love to Love You Baby / MacArthur Park (Unidisc, SPEC-1574, Kanada)
- 1994 Love to Love You Baby / Flashlight (Casablanca Records, PRO 1148-1, Egyesült Államok, promo. A „B” oldal előadója: a Parliament együttes)
- 1994 Love to Love You Baby / I Feel Love (Casablanca Records, PRO 1167-1B, Egyesült Államok)
- 2007 I Feel Love / Love to Love You Baby (Casablanca Records, NBD 20104, Egyesült Államok)
- 2007 Love 2 ♥ You Baby (SFB feat. Donna Summer) (Anglia)

### CD
- 1990 Love to Love You Baby / I Feel Love / Bad Girls / On the Radio (Long Version) (Mercury, 874 395-2, Németország)
- 1992 Love to Love You Baby / MacArthur Park (Unidisc, SP5-1574, Kanada)

## Feldolgozások
A Love to Love You Baby az évek során számos feldolgozást ért meg.
- Mindjárt 1975-ben, az Euro International Record címkéje alatt megjelent egy, az eredetire feltűnően hasonlító változat Slipper Man név alatt. A művésznév valójában egy olyan énekesnőt takar, akinek a hangja erősen emlékeztet Donna Summerére. A feldolgozás az eredeti sláger árnyékában nem keltett különösebb figyelmet.
- Az 1970-es évek végén a Magyar Televízió is bemutatta a nyugatnémet tévé Disco, Disco, Disco című műsorát, amelyből később paródiát készítettek. Ebben Donna Summert Hernádi Judit személyesítette meg, aki a Love to Love You Baby dallamára írt magyar szöveget énekelt: „Szeress engem, baby / Ó, így készül a bébi…”
- 1985-ben a Bronski Beat feldolgozta Donna Summer I Feel Love című örökzöldjét, melyet többféle változatban megjelentettek. Ezek közül a legismertebb egy olyan egyveleg, amely a Love to Love You Baby-vel kezdődik, a Bronski Beat énekese, Jimmy Somerville előadásában. Az együttes egyébként a Need-A-Man Blues-t is feldolgozta egy másik felvételen.
- 1989-ben Jackie Conception címen jelent meg egy disco-feldolgozás.
- Samantha Fox a Just One Night című 1991-es albumán ugyancsak egyveleg formájában dolgozta fel a dalt. Az egyveleg másik fele a discokorszak másik erotikus világslágere, az Andrea True Connection More, More, More című slágerének feldolgozása volt.
- 2001-ben a No Doubt dolgozta fel a dalt a Zoolander, a trendkívüli című film számára.
- Beyoncé a Dangerously in Love című 2003-as albumának egyik dalához (Naughty Girl) használta fel a Love to Love You Baby refrénjét.

## Az album slágerlistás helyezései
- Anglia: 1976 januárjában. Legmagasabb pozíció: 16. hely
- Ausztria: 1976. augusztus 15-étől 4 hétig. Legmagasabb pozíció: 10. hely
- Amerikai Egyesült Államok, poplista: Legmagasabb pozíció: 8. hely
- Amerikai Egyesült Államok, R&B lista: Legmagasabb pozíció: 6. hely
- Japán: Legmagasabb pozíció: 64. hely
- Norvégia: 1976-ban a 8. héttől 7 hétig. Legmagasabb pozíció: 9. hely
- NSZK: Legmagasabb pozíció: 23. hely
- Svédország: 1976. január 19-étől 12 hétig. Legmagasabb pozíció: 7. hely

## Legnépszerűbb slágerek
- Love to Love You Baby

Anglia: 1976 januárjában. Legmagasabb pozíció: 4. hely

Ausztria: 1976. március 15-étől 24 hétig. Legmagasabb pozíció: 9. hely

Egyesült Államok, poplista: Legmagasabb pozíció: 2. hely

Egyesült Államok, R&B lista: Legmagasabb pozíció: 3. hely

Egyesült Államok, dance lista: Legmagasabb pozíció: 1. hely

Hollandia: Legmagasabb pozíció: 17. hely

Írország: Legmagasabb pozíció: 11. hely

Norvégia: 1976-ban a 9. héttől 14 hétig. Legmagasabb pozíció: 2. hely

NSZK: Legmagasabb pozíció: 6. hely

Svájc: 1976. február 13-ától 10 hétig. Legmagasabb pozíció: 6. hely

Svédország: 1976. február 16-ától 11 hétig. Legmagasabb pozíció: 5. hely
- Full of Emptiness
- Need-A-Man Blues

## Külső hivatkozások
- Dalszöveg: Love to Love You Baby
- Dalszöveg: Full of Emptiness
- Dalszöveg: Need-A-Man Blues
- Dalszöveg: Whispering Waves
- Dalszöveg: Pandora’s Box
- Videó: Love to Love You Baby
- Videó: Love to Love You Baby (Remix)